# YoungBoy Never Broke Again
Кентрелл ДеШон Голден (англ. Kentrell DeSean Gaulden; нар. 20 жовтня 1999 року, Батон-Руж, Луїзіана, США), більш відомий за сценічним псевдонімом YoungBoy Never Broke Again(також відомий як NBA YoungBoy або просто YoungBoy) — американський репер, співак і автор пісень. Між 2015 і 2017 роками Голден випустив вісім незалежних мікстейпів локально і онлайн. Наприкінці 2017 року Голден був підписаний на Atlantic Records, на якому був випущений його найуспішніший сингл — «Outside Today» в січні 2018 року, який досяг 31-й позиції в чарті Billboard Hot 100. Пісня була провідним синглом його дебютного студійного альбому Until Death Call My Name, випущеного в квітні того ж року.

## Раннє життя
Кентрелл Голден народився 20 жовтня 1999 року в Батон-Руж, штат Луїзіана. YoungBoy зламав шию під час боротьби, коли був дитиною, і був змушений перебувати в головному бандажі, до того часу, коли хребет зажив. Скоба залишила на його лобі незабутні шрами. YoungBoy був вихований в основному його бабусею по материнській лінії через те, що його батько був засуджений до 55 років в'язниці. Він кинув дев'ятий клас і сказав своїй мамі, що хоче зосередитися на своїй музичній кар'єрі, і незабаром був арештований за грабіж і відправлений в центр тимчасового утримання в Таллулі, штат Луїзіана. Перебуваючи там, він почав писати тексти для свого дебютного проекту.
Після того, як він був звільнений з центру утримання під вартою, бабуся Голдена померла від серцевої недостатності, і Голден переїхав до свого друга і колеги реперу NBA 3Three (також відомий як OG 3Three). Вони двоє потім скоювали злочинами, щоб оплатити студію.

## Кар'єра

### 2016—2017: Beginnings иA.I. YoungBoy
YoungBoy вперше почав записувати треки з мікрофона, який він купив в Walmart, коли йому було чотирнадцять років. Він випустив свій дебютний мікстейп Life Before Fame в 2015 році. Послідувала низка інших мікстейпів, включаючи Mind of a Menace, Mind of a Menace 2 і Before I Go. YoungBoy привернув увагу своїм мікстейпів 38 Baby в жовтні 2016 года, в якому брали участь інші уродженці Батон-Руж, Boosie Badazz, Kevin Gates і інші репери, такі як Tha Don і NBA 3Three. Через тиждень, 4 листопада 2016 року YoungBoy випустив ще один мікстейп під назвою Mind Of A Menace 3. Швидке зростання популярності YoungBoy також можна пов'язати з його біфом з іншим репером Батон-Руж Scotty Cain в грудні 2015 року, в піснях обох були присутні загрози смерті. Хоча ніякого реального насильства між двома реперами ніколи не було, їх ворожнеча привернула багато уваги.
У грудні 2016 року YoungBoy був заарештований в Остіні, штат Техас, за підозрою в спробі вбивства першого ступеня в зв'язку з передбачуваною стріляниною з машини. Перебуваючи у в'язниці в Прихід Іст-Батон-Руж, Луїзіана, YoungBoy випустив два мікстейпів, Before I Go: Reloaded і Mind of a Menace 3: Reloaded, включаючи «Win or Lose», "Do not Matter « і» Too Much ". YoungBoy був звільнений з в'язниці в травнем 2017 роки після укладення угоди про визнання провини і внесення застави. Через тиждень після виходу з в'язниці YoungBoy випустив сингл «Untouchable».
У липні 2017 року YoungBoy випустив кліп на пісню «41», який включав камео відомих артистів, в тому числі Meek Mill, Янг Таг, 21 Savage, Boosie Badazz і Yo Gotti. 3 серпня 2017 року його випустив мікстейп A.I. YoungBoy, який зайняв 24 позицію в чарті Billboard 200. Сингл «Untouchable» зайняв 95-у позицію в чарті Billboard Hot 100. Другий сингл з AI YoungBoy, «No Smoke», досяг 61-й позиції в Billboard Hot 100. Також в серпні 2017 року YoungBoy оголосив про турі A.I. YoungBoy.

### 2018:Until Death Call My Name
YoungBoy анонсував свій дебютний студійний альбом Until Death Call My Name в січні 2018 року, незабаром після підписання контракту з Atlantic Records. Альбом був випущений 27 квітня 2018 року. Сингл «Outside Today» був випущений 6 січня 2018 року. Пісня стала найвищою піснею Голдена в чартах, досягнувши 31-й позиції в Billboard Hot 100. Незважаючи на арешт в лютому 2018 року, Голден пообіцяв випустити новий мікстейп. YoungBoy був звільнений з в'язниці 15 березня, а його наступний микстейп Master The Day Of Judgement був випущений 19 травня 2018 року. Протягом літа 2018 року YoungBoy випустив серію з чотирьох міні-альбомів, кожна з яких містить чотири треки. Перший з них, 4Respect, був випущений 24 серпня, а потім 4Freedom, 4Loyalty і 4WhatImportant 30 серпня, 6 вересня і 14 вересня відповідно. У зв'язку з випуском фінальної частини всі чотири міні-альбому були об'єднані в збірник з 16 треків під назвою 4Respect 4Freedom 4Loyalty 4WhatImportant. 12-й микстейп YoungBoy побачило світ 7 вересня 2018 року, з єдиним гостьовим участю від Trippie Redd і досяг 9 позиції в Billboard 200. 20 грудня YoungBoy випустив ще один мікстейп Realer з гостьовим участю Lil Baby і Plies.

### 2019 даний час: Чарти YouTube і A.I YoungBoy 2
Станом на січень 2019 року YoungBoy Never Break Again був в списку кращих музичних виконавців YouTube в США за попередню 101 тиждень, ставши найпопулярнішим музикантом у всіх жанрах. Це було в основному пов'язано з його регулярної послідовністю випуску музики виключно на YouTube. Він також є 9-м найбільш продаваним артистом в чартах Billboard Mid Year 2019 року і займає сьоме місце в десятці кращих артистів, які оцінюються за аудіопотоки на вимогу, що не відкидаючи проект в перші шість місяців 2019 года.
NBA YoungBoy в даний час відбуває 14-місячний термін домашнього арешту, після порушення випробувального терміну на початку цього року. Тому він не може записувати музику з будь-якого місця, крім свого будинку. 25 вересня 2019 року YoungBoy випустив сингл «House Arrest Tingz».
10 жовтня 2019 року YoungBoy випустив мікстейп AI YoungBoy 2. Мікстейп є продовженням його прориву 2017 року AI Youngboy і містить 18 пісень, в тому числі раніше випущену пісню «Slime Mentality». AI YoungBoy 2 став його першим альбомом номер один в чарті Billboard 200, набравши 144,7 мільйона аудіопотоків на вимогу протягом своєї першого тижня, ставши одним з десяти найбільших потокових дебютів 2019 года.

## Проблеми з законом
У листопаді 2016 року американська маршали заарештували YoungBoy перед концертом в Остіні, штат Техас, звинувативши його в тому, що він вистрибнув з автомобіля і відкрив вогонь по групі людей на вулиці Саут-Батон-Руж. YoungBoy був звинувачений в двох епізодах замаху на вбивство. YoungBoy перебував у в'язниці з грудня 2016 по серпень 2017 роки за спробу вбивства першого ступеня. 23 серпня 2017 року Суддя Батон-Руж засудив YoungBoy до умовного 10-річного тюремного терміну і трьох років активного випробувального терміну за його участь у стрільбі з машини.
YoungBoy був заарештований перед концертом в нічному клубі Moon в Таллахассі 25 лютого 2018 року. Був виданий ордер на арешт YoungBoy в штаті Джорджія за нібито скоєний напад, порушення правил поводження зі зброєю і викрадення людей. Незабаром після його арешту просочилися записи камер спостереження готелю, що демонструють як Голден напав на когось.
15 березня 2018 року він був звільнений з в'язниці під заставу в розмірі 75.000 доларів.
В даний час YoungBoy Never Broke Again знаходиться на випробувальному терміні через стрілянину, яка сталася в Маямі, в якій брали участь він і його подруга, убивши невинну людину, порушивши випробувальний термін і був поміщений у в'язницю на три місяці. Він повинен пройти випробувальний термін протягом 14 місяців і збирається випустити ще один студійний альбом до кінця 2019 року.

## Особисте життя
У YoungBoy четверо синів від трьох дівчат. Дітей звати Кайді, Камрон, Тайлін і Камірі.
У червні 2018 року він заявив, що «Baby K» не є його біологічним сином.
У квітні 2021 року повідомлялося, що він чекає восьму дитину від сьомої жінки Джазлін Мішель.

## Дискографія
Студійні альбоми
- Until Death Call My Name (2018)
- Top (2020)
- Sincerely, Kentrell (2021)

## Нагороди та номінації
| Рік  | Нагорода           | Категорія                | Номінованих робота                                             | Результат |
| ---- | ------------------ | ------------------------ | -------------------------------------------------------------- | --------- |
| 2019 | BET Hip Hop Awards | Найкращий вибуховий трек | «I Am Who They Say I Am»(Спільно з Kevin Gates і Quando Rondo) | Номінація |